# Muscolo trasverso della lingua
Nell'anatomia umana il  muscolo trasverso della lingua, fa parte dei muscoli intrinseci  della lingua.

## Anatomia
È un muscolo pari che origina dal setto linguale per inserirsi alla sottomucosa dei margini laterali della lingua.

## Funzioni
Le sue funzioni sono legate al movimento della lingua: permette di restringerla ed allargarla.